# Al-Adnanijja
Al-Adnanijja – miejscowość w Syrii, w muhafazie Ar-Rakka, w dystrykcie Ar-Rakka. W 2004 roku liczyła 1931 mieszkańców.